# Сунчица
Сунчица је женско име словенског порекла, изведено од именице „сунце“. У преносеном значењу одликовало би особу која је „светла, сјајна, блистава, топла, нежна“.

## Популарност
У Хрватској је ово име било веома популарно током 20. века, посебно седамдесетих година, а најчешће се јавља у Загребу, Сплиту и Славонском Броду. Име је чешће међу Хрватима него другим народима, баш као и слично име Сунћица, које је било популарно седамдесетих година, али је након тога постало ретко.